# A Kongói Köztársaság hadereje
A Kongói Köztársaság hadereje a szárazföldi erőkből, a légierőből és a haditengerészetből áll.

## Fegyveres erők létszáma
- Aktív: 10 000 fő

## Szárazföldi erők
Létszám
8000 fő
Állomány
- 2 páncélos zászlóalj
- 3 gyalogos zászlóalj
- 1 tüzér osztály
- 1 műszaki zászlóalj
- 1 kommandó zászlóalj

Felszerelés
- 40 db harckocsi (T–55 és kínai 59-es típus)
- 13 db közepes harckocsi (kínai 62-es típus)
- 25 db felderítő harcjármű (BRDM–2)
- 70 db páncélozott szállító jármű
- 30 db vontatásos tüzérségi löveg

## Légierő
Létszám
1200 fő
Felszerelés
- 12 db harci repülőgép (MiG–21)
- 8 db szállító repülőgép

## Haditengerészet
Létszám
800 fő
Hadihajók
- 3 db hadihajó